# Virbia flavifurca
Virbia flavifurca là một loài bướm đêm thuộc phân họ Arctiinae, họ Erebidae.